# Momoka Horikawa
Momoka Horikawa (jap. 堀川 桃香 Horikawa Momoka; ur. 10 lipca 2003 w Taiki) – japońska łyżwiarka szybka, trzykrotna medalistka mistrzostw świata.

## Kariera
Podczas mistrzostw świata juniorów w Tomaszowie Mazowieckim w 2020 zdobyła srebrne medale w biegu na 3000 m i biegu drużynowym. Na rozgrywanych trzy lata później mistrzostwach świata juniorów w Inzell wywalczyła złoty medal w biegu na 3000 m.
Na mistrzostwach świata na dystansach w Heerenveen w 2023 zdobyła srebrny medal w biegu drużynowym. Wynik ten powtórzyła na mistrzostwach świata na dystansach w Hamar 2025, a na mistrzostwach świata na dystansach w Calgary w 2024 zajęła trzecie miejsce.
Zdobyła także srebro w biegu drużynowym na mistrzostwach czterech kontynentów w Salt Lake City w 2024. Następnie zwyciężyła w biegu na 3000 m na mistrzostwach czterech kontynentów w Hachinohe w 2025.
W 2022 wystąpiła na igrzyskach olimpijskich w Pekinie, zajmując dziesiąte miejsce na dystansie 5000 m.